# Patrick Pilet

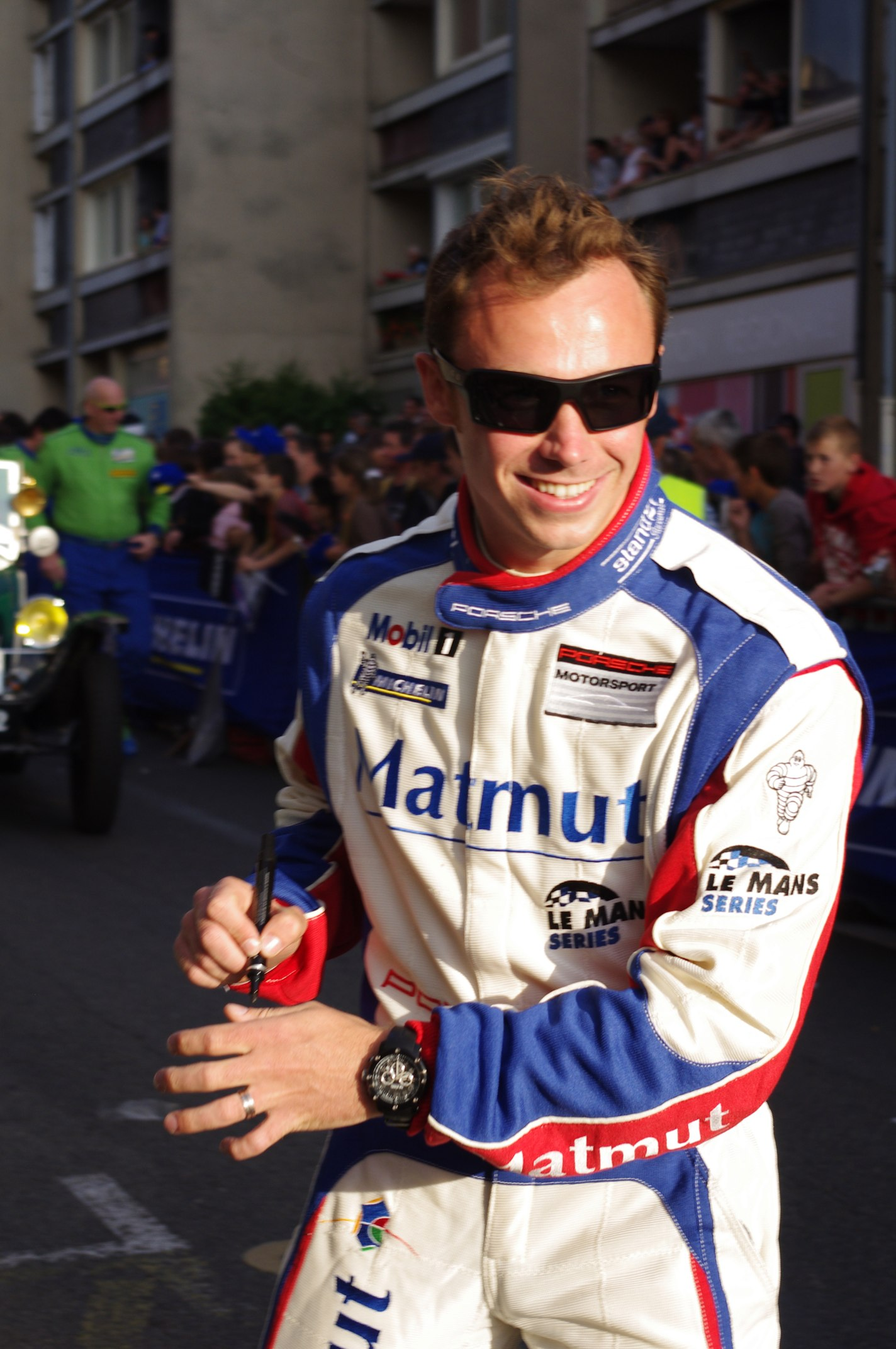
Patrick Pilet in 2011.

Patrick Pilet (Auch, 8 oktober 1981) is een Frans autocoureur.

## Carrière
Pilet begon zijn autosportcarrière in het karting in 1994, waarin hij tot 1999 actief bleef. In 2000 maakte hij de overstap naar het formuleracing en werd negende in de Formula France. In 2001 werd hij kampioen in deze klasse en maakte daarnaast zijn debuut in de Franse Formule Renault. In 2002 en 2003 bleef hij rijden in de Franse Formule Renault, waarbij hij in 2003 vicekampioen werd achter Loïc Duval met twee overwinningen uit tien races.
In 2004 won Pilet de Franse Formule Renault met vijf overwinningen op het Circuit du Val de Vienne (tweemaal), het Circuit de Pau, het Circuit d'Albi en het Circuit Magny-Cours. Tevens maakte hij dat jaar zijn debuut in de Eurocup Formule Renault 2.0 bij het team Graff Racing en werd met één overwinning op Donington Park negende in het kampioenschap, ondanks dat hij de helft van de races miste.
In 2005 maakte Pilet de overstap naar de Formule Renault 3.5 Series, waarin hij uitkwam voor Jenzer Motorsport. Na vier raceweekenden verliet hij dit team, maar tijdens de laatste twee raceweekenden keerde hij terug bij het team GD Racing. Met een derde plaats in de seizoensfinale op het Autodromo Nazionale Monza als beste resultaat eindigde hij als elfde in het klassement met 43 punten.
In 2006 bleef Pilet bij GD Racing rijden in de Formule Renault 3.5, maar na vijf raceweekenden waarin hij slechts één keer in de top 10 eindigde, verliet hij het team. Tijdens de laatste drie raceweekenden kwam hij uit voor het team Tech 1 Racing, waar hij met een vijfde plaats op het Circuit Bugatti zijn beste seizoensresultaat neerzette. Uiteindelijk werd hij 21e in de eindstand met 14 punten.
In 2007 maakte Pilet de overstap naar de sportscars en werd hij kampioen in de Franse Porsche Carrera Cup. In 2008 stapte hij over naar de American Le Mans Series, waarin hij samen met zijn teamgenoot Johannes van Overbeek als derde eindigde. In 2009 keerde hij terug naar Europa om deel te nemen aan de International GT Open, waarin hij samen met zijn teamgenoot Raymond Narac derde werd. Dat jaar maakte hij ook zijn debuut in de 24 uur van Le Mans. In 2010 nam hij opnieuw deel aan de International GT Open, waar hij met Narac zakte naar de vierde plaats in het eindklassement. In 2011 nam hij deel aan de Le Mans Series voor het team IMSA Performance Matmut naast Wolf Henzler, waarin hij met één podiumplaats op het Autódromo do Estoril zesde werd in de eindstand.
Tussen 2012 en 2015 nam Pilet deel aan de LMGTE Pro-klasse van het nieuwe FIA World Endurance Championship, in 2012 voor het Team Felbermayr-Proton en tussen 2013 en 2015 voor het Porsche Team Manthey. In 2012 was er geen officieel coureurskampioenschap, en in de overige jaren werd hij respectievelijk zesde, vierde en zesde in de eindstand. Hij behaalde drie overwinningen; op Spa-Francorchamps in 2012, het Shanghai International Circuit in 2014 en het Bahrain International Circuit in 2015.
Vanaf 2014 reed Pilet ook in de GTLM-klasse van het WeatherTech SportsCar Championship. In 2014 won hij één race op de Daytona International Speedway en eindigde op de zestiende plaats in het kampioenschap. In 2015 won hij samen met zijn teamgenoot Nick Tandy vier races op Mosport Park, Road America, de Virginia International Raceway en Road Atlanta en won zo het kampioenschap. In 2016 won hij met Tandy slechts één race op het Stratencircuit Long Beach en zakte zo naar de achtste plaats in de eindstand.